# John Kitzhaber
John Albert Kitzhaber (ur. 5 marca 1947 w Colfax) – amerykański lekarz i polityk, członek Partii Demokratycznej. Od 10 stycznia 2011 do 18 lutego 2015 sprawował urząd gubernatora stanu Oregon.

## Życiorys
W 1965 roku ukończył South Eugene High School, Dartmouth College w 1969 i Oregon Health & Science University w 1973 kiedy uzyskał tytuł doktora medycyny. Kitzhaber pracował od 1973 do 1986 w Roseburgu jako lekarz w Izbie Przyjęć. W roku 1982 został wybrany do Senatu stanu Oregon. Mandat zachował do 1993, był prezydentem senatu od 1985 do 1993. Pod jego przewodnictwem wprowadzono Oregon Health Plan.
W 1994, po zapowiedzi ówczesnej gubernator Barbary Roberts o nieubieganiu się o reelekcję, Kitzhaber zgłosił swoją kandydaturę. Zwyciężył w prawyborach i pokonał republikanina Denny'ego Smitha. Zaprzysiężony 9 stycznia 1995. Wybrany ponownie w roku 1998, kiedy pokonał konserwatywnego aktywistę Billa Sizemore'a. We wrześniu 2009 Kitzhaber ogłosił swą kandydaturę na gubernatora i wygrał prawybory z sekretarzem stanu Billem Bradburym, po czym z wynikiem 49% został wybrany na trzecią kadencję.

## Życie prywatne
Rozwiedziony, ma jednego syna.